# Pino llorón del Himalaya
El pino llorón del Himalaya (Pinus wallichiana) es un árbol singular que se ubica en el Real Jardín Botánico de Madrid, en España. Está incluido en el catálogo de Árboles singulares de la Comunidad de Madrid y forma parte del Paisaje de la Luz, un paisaje cultural que fue declarado Patrimonio de la Humanidad el 25 de julio de 2021.

## Descripción
Este ejemplar se encuentra inclinado y sujeto por dos barras metálicas a una estructura de hormigón para su conservación, tiene una altura de 23,5 metros, un diámetro de 46 centímetros, un diámetro de copa de 8 m y una edad aproximada de 50 años.
Especie de hoja perenne. Se distingue de otras especies por sus largas hojas en forma de aguja, agrupadas en vainas de cinco en cinco, y por sus grandes piñas cilíndricas colgantes de hasta 30 cm, que tardan dos años en madurar. Es un  árbol monoico, perennifolio, de hasta 60 (70) m de alto, con una copa erecta, anchamente columnar de extensas ramas en arcos descendientes con ápices ascendientes. Corteza marrón-grisácea, agrietada, paulatinamente quebrándose en pequeñas escamas que se desprenden. Recibe este nombre de "pino llórón" debido a que en su hábitat natural, las hojas condensan la humedad del ambiente produciendo un goteo continuo.
Un importante árbol maderero en varias regiones del Himalaya, empleado en construcciones y carpintería, para muebles, vallas, cajones y durmientes. Áfidos secretan una especie de savia o rocío melifico de las acículas que es consumido por los lugareños. En la Patagonia, el Pinus wallichiana se cultiva sobre todo por su valor ornamental.

## Historia
Originario del Himalaya, su hábitat es típico de las grandes alturas, por encima de los 4500 m, y fue introducido en Europa en los años 20 del siglo XIX como árbol ornamental. Está incluido en el catálogo de árboles singulares destacando por su edad y rareza en la Península y se encuentra en la terraza de los Cuadros, en la zona de las Gimnospermas.